# Irigilla nypsiusalis
Irigilla nypsiusalis là một loài bướm đêm trong họ Crambidae.